# Leiden International Short Film Festival
Leiden Shorts is een jaarlijks filmfestival in de Nederlandse stad Leiden. De twaalfde editie was gepland van 10 tot 13 september 2020 in verscheidene culturele ruimtes in Leiden. Het programma omvatte zowel korte films van elk genre als lezingen, workshops en multimedia evenementen.

## Festival
- 1e editie: 29 mei 2009
- 2e editie: 28-30 mei 2010[2]
- 3e editie: 10 juni 2011
- 4e editie: 9 juni 2012
- 5e editie: 1-8 juni 2013[3]
- 6e editie: 1-3 mei 2014[4][5]
- 7e editie: 30 april–2 mei 2015 (in Meelfabriek Leiden)
- 8e editie: 29-30 april 2016 (in Haagwegvier Leiden)
- 9e editie: 13-14 mei 2017 (in Het Leidse Volkshuis[6])
- 10e editie: 11-13 mei 2018 (in Kijkhuis[7])
- 11e editie: 9-12 mei 2019 (in Kijkhuis)

### Prijzen
2009
- Beste professionele filmcamera's: film gegund: “Spitted by Kiss” van Milos Tomić uit Tsjechië
- Doelgroep Prijs: “Tanghi argentiny” van Guy Thys uit België
- Beste Amateur film: “Admiring Austen” uit het Verenigd Koninkrijk
- Beste animatiefilm: “The Pearce Sisters” van Luis Cook uit het Verenigd Koninkrijk

2010
- Beste professionele filmcamera's: film gegund: “Efecto Domino” van Gagriel Gauchet uit Cuba, Duitsland
- Doelgroep Prijs: “Edgar” van Fabian Busch uit Duitsland
- Beste animatiefilm: “Madagascar, carnet de voyage” van Bastien Dubois uit Frankrijk

2011
- Beste professionele filmcamera's: film gegund: “Casus Belli” van Yorgos Zois uit Griekenland
- Doelgroep Prijs: “Teclópolis” van Javier Mrad uit Argentinië
- Beste Student Film: “Bastagon and the Rainbow Princess” van Marc Schlegel uit Oostenrijk

2012
- Beste professionele filmcamera's:  "Bread (Ekmek)" van Koray Sevindi, Turkey
- Doelgroep Prijs: "The Hour's Home (A Casa das Horas)" van Heraldo Cavalcanti , Brazil
- Doelgroep Student Film: "Assemblé" van Miguel Ferraez from Universidad Anahuac, Mexico
- Jury eervolle vermelding: "The Counting Device (Numărătoarea manuală)" van Daniel Sandu, Romania
- Jury eervolle vermelding: "The Star (Hviezda)" van Andrej Kolencik, Slovakia
- Jury eervolle vermelding (Studenten film): "Grandmothers (Abuelas)" van Afarin Eghbal from the National Film & Television School, UK

2013
- Beste Film Juryprijs: "DYKWLI (Do you know what love is)" van Leni Huyghe, België 2012
- Beste Film Publieksprijs: "Los Retratos (Portraits)" van Iván D. Gaona, Colombia 2012
- Beste Student Film Juryprijs: "Adem'in kuyusu (Well of adem)" van Veysel Cihan Hızar, Turkije 2012
- Eervolle vermelding van de Jury: "Marze shekaste (Broken border)" van Keywan Karimi, Iran 2012

2014
- Beste Film Juryprijs: "Baghdad Messi" van Sahim Omar, België & UAE
- Beste Film Publieksprijs: "Wooden Hand" van Kaouther Ben Hania, Tunesië/Frankrijk
- Eervolle vermelding van de Jury: "Skin" van Jordana Spiro, USA